# Галахов, Алексей Дмитриевич
Алексе́й Дми́триевич Гала́хов (1 [13] января 1807, г. Сапожок Рязанской губернии — 14 [26] ноября 1892, Санкт-Петербург) — русский педагог и историк русской литературы, профессор. Тайный советник.

## Биография
Учился в Сапожковском уездном училище, затем — в Рязанской гимназии, которую окончил первым учеником в 1822 году; затем, в 1826 году — физико-математический факультет Императорского Московского университета. В 1827 году поступил на службу в Московский цензурный комитет; с 1832 года начал преподавать русский язык и словесность в Александровском училище (с 1837), в Николаевском Сиротском Институте (с 1839) и др. С середины 30-х годов выступает как критик и исследователь русской литературы XVIII — начала XIX веков. В 1856 году перешёл в Санкт-Петербург, на кафедру русской словесности в Академию Генерального штаба, которую возглавлял до конца жизни. С 1865 по 1882 год был профессором русской словесности в Петербургском историко-филологическом институте. С 10 июня 1863 года — член Учёного комитета Министерства народного просвещения; с 1867 года — член Общества любителей русской словесности; с 1868 — член-корреспондент Императорской Академии наук. С 25 декабря 1867 года состоял в чине действительного статского советника.
Уже с 1823 года помещал статьи в «Магазине естественной истории, физики и химии» И. А. Двигубского, позднее — научно-литературные статьи в «Московском Телеграфе» и «Сыне Отечества» Н. А. Полевого, «Телескопе», «Московском Вестнике» М. П. Погодина, «Литературной Газете», «Литературном прибавлении к Русскому Инвалиду», «Атенее» Е. Ф. Корша, «Санкт-Петербургских Ведомостях» А. А. Краевского и В. Ф. Корша, «Современнике», «Русской Старине», «Вестнике Европы», «Русской сцене», в «Филологических записках» А. А. Хованского и других. Ближе всего Галахов стоял к «Отечественным запискам» А. А. Краевского, в которых работал с 1839 по 1856 год. В «Отечественных записках», опубликовал свыше 900 статей и рецензий, в том числе о романе «Басурман» И. И. Лажечникова (1839), о книге М. П. Погодина «Год в чужих краях» (1844), о сочинениях В. Гюго (1841), о поэзии Е. А. Баратынского (1844) и Д. В. Давыдова (1849), опубликовал "Письмо к Н. В. Гоголю по поводу предисловия ко 2-му изданию «Мертвых душ»" (1847) и статью «Русская литература в 1847 году». Некоторые статьи его подписаны псевдонимом «Сто один».

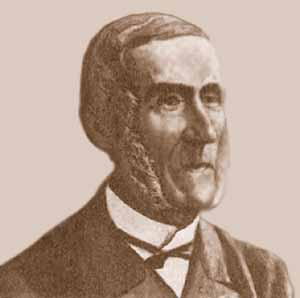
А. Д. Галахов

Известность Галахова, главным образом, основана на его педагогических пособиях по истории русской литературы, чрезвычайно популярных во второй половине XIX века.
Более других была популярна его «Русская Хрестоматия», с 1842 до 1910 г. выдержавшая 33 издания. Уже в начале XX века она потеряла своё значение и считалась заурядным явлением (притом — специально-педагогического характера); но в своё время она была литературным событием, потому что ввела в школьный обиход таких «новых» для того времени писателей, как Лермонтов, Гоголь, Тургенев. Из других педагогических пособий Галахова «Историческая Хрестоматия» выдержала 4 издания, «Русская Хрестоматия для детей» — 6 изданий, «Историческая Хрестоматия нового периода русской словесности» — 16 изданий, «Учебник истории русской словесности» — 15 изданий.
Ценным вкладом в научную разработку истории русской литературы стала «История русской словесности, древней и новой» (1863—1875, 3-е издание в 1894), однако не во всех своих частях — автор выступил последователем «эстетической» критики. Будучи лучше всего знакомым с литературой XVIII и первой половины XIX веков, относительно этих эпох Галахов считается одним из наиболее авторитетных исследователей своего времени. Когда первое издание труда Галахова (1863) было представлено на соискание Уваровской премии, рецензировавший его Н. С. Тихонравов (один из значительнейших представителей русской историко-культурной школы) представил в своём отчёте столько дополнений, что во втором издании (1880) автор отказался от самостоятельной разработки ряда разделов, посвящённых древней истории российской письменности, и привлёк к сотрудничеству А. Н. Веселовского, А. И. Кирпичникова, Ор. Ф. Миллера и П. О. Морозова.

## Творчество
Труды
- Русская Хрестоматия для детей, введшая с 1842 в школу новых писателей,
- Историческая Хрестоматия нового периода русской словесности
- Учебник истории русской словесности
- История русской словесности, древней и новой / 2 тт., СПб., 1863—1875; 3-е изд., СПБ., 1894

Повести
- «Старое зеркало» (1845)
- «Ошибка» (1846)
- «Кукольная комедия» (1847)
- «Превращение» (1847)

Мемуары
- «Из записок человека» (1847—1848)
- «Мое сотрудничество в журналах» (1886)
- «Литературная кофейня в Москве в 1830—1840-х гг.» (1886)
- «Сороковые годы» (1892)

Статьи в журналах
- Галахов А. Д. История одной книги. (Отрывок из воспоминаний) // Исторический вестник, 1891. — Т. 44. — № 6. — С. 561—567.
- Галахов А. Д. Сороковые годы. // Исторический вестник, 1892. — Т. 47. — № 1. — С. 126—152.; № 2. — С. 126—152.
- Галахов А. Д. Воспоминания о журнальном сотрудничестве М. Н. Каткова в 1839 и 1840 годах // Исторический вестник, 1888. — Т. 31. — № 1. — С. 97-111.

## Семья
Дети:
- Олимпиада — замужем за Николаем Константиновичем Арнольди;
- Екатерина — замужем за Александром Казимировичем Госевским;
- Лев (род. 1858) — у него было 4 сына и три дочери.
  - Дарья Львовна (? — 24.12.1958)[5], с 1918 г. замужем за ротмистром Василием Тимофеевичем Юрицыным (1888 — 21.08.1977)[6].

## Литература

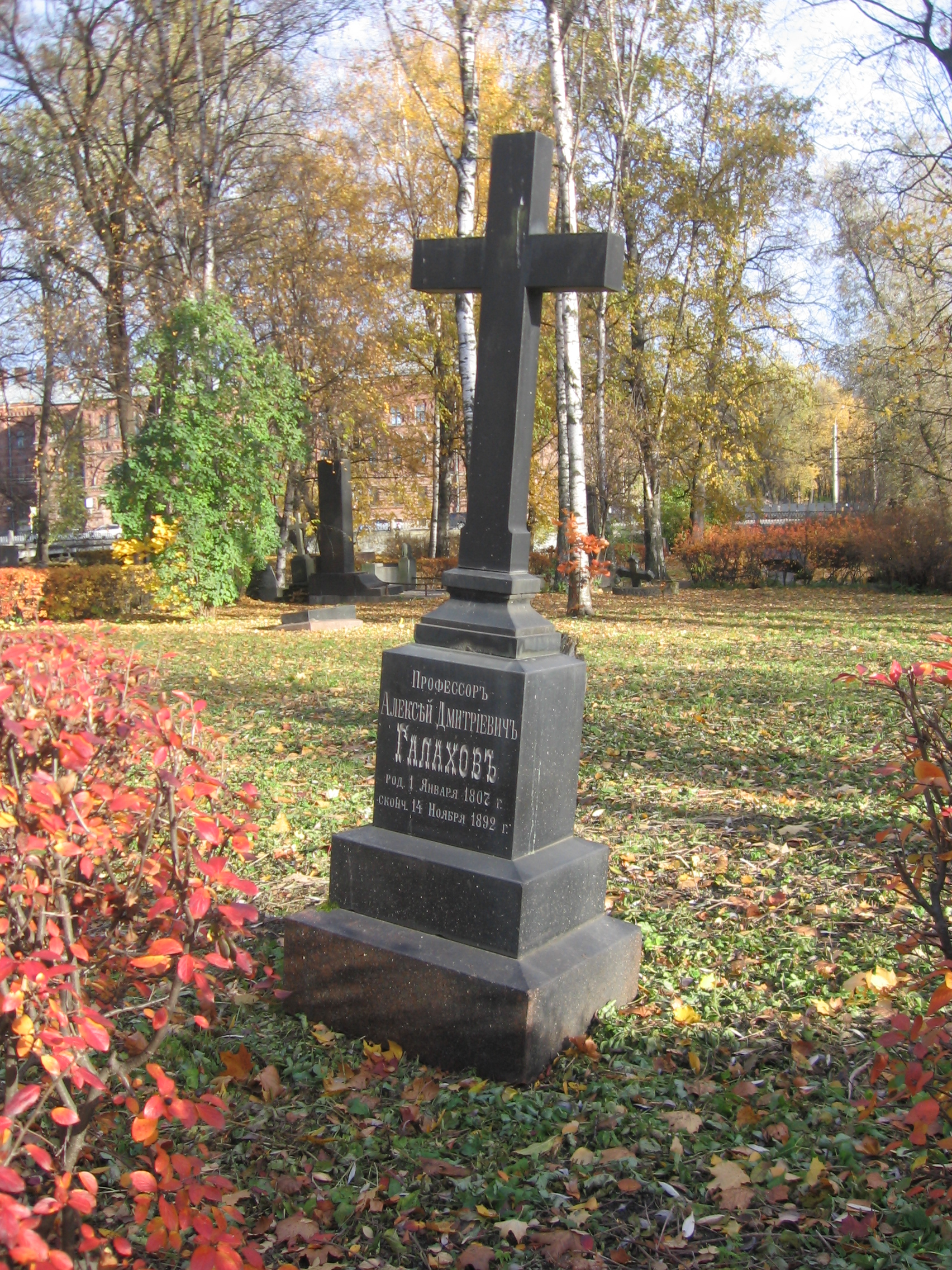
Надгробие А. Д. Галахова на Литераторских мостках